# أبان بن صمعة
أُبان بن صمعة الأَنْصارِيّ البَصْرِيّ، (- 153 هـ)، أحد رواة الحديث النبوي، من تابعي التابعين من أهل البصرة. وهو والد عتبة الغلام المشهور بالزهد. مات في سنة ثلاث وخمسين ومائة.

## روايته للحديث النبوي
- روى عن: أبي الوازع جابر بْن عَمْرو الراسبي، وشهر بن حوشب، وعُبَيد الله بْن أَبي الجوزاء، وعكرمة مولى ابن عباس، ومحمد بن سيرين، وعَن أمه عَن عائشة بنت أبي بكر.
- روى عنه: خالد بن الحارث، وسهل بْن يوسف الأنماطي، وسلام بْن مسكين، وأبو عاصم الضحاك بْن مخلد النبيل، وأبو عُبَيدة عَبْد الْوَاحِدِ بْن واصل الحداد، ومحمد بن عَبد اللَّهِ الأَنْصارِيّ، ومحمد بْن أَبي عدي، ومكي بن إبراهيم، والنضر بن شميل، ووكيع بن الجراح، ويحيى القطان، ويزيد بن زريع.[2]
- الجرح والتعديل: وثقه يحيى بن معين، وغيره، وقد تغير بآخره، وقال أحمد بن حنبل: «صالح الحديث»، وقال يحيى القطان: «تغير»، وقال عبد الرحمن بن مهدي: «لقيته وقد اختلط البتة»، وقال ابن عدي: «إنما عيب عليه اختلاطه لما كبر، ولم ينسب إلى الضعف; لأن مقدار ما يرويه مستقيم»،[1] وقال أبو حاتم الرازي: «صدوق»،[3] روى له محمد بن إسماعيل البخاري في الأدب المفرد، ومسلم بن الحجاج روى له متابعة، والنسائي، وابن ماجة.[1][2]